# Harry Walther
Harry Walther, auch Harry Walter (* 1927 in Thüringen; † 22. April 1988), war ein deutscher Schauspieler, Bühnenautor, Regisseur und Intendant.

## Leben und Wirken

### Schauspieler
1961/62 und 1964–67 spielte er bei den Karl-May-Spielen in Bad Segeberg den Old Shatterhand, meist an der Seite von Winnetou Heinz Ingo Hilgers. 1963 und 1968 wirkte er hier als Kara Ben Nemsi mit. Bilder von Walther als Old Shatterhand auf der Kalkberg-Bühne zierten auch die Cover mehrerer Winnetou-Hörspiele von Europa (Winnetou I, Winnetou II, Winnetou III). 
Als Bad Segebergs Intendant Wulf Leisner nach der Spielzeit 1970 die Karl-May-Spiele verließ und in Mülheim an der Ruhr neue Karl-May-Festspiele ins Leben rufen wollte (auf der Freilichtbühne an der Dimbeck), war neben „seinem“ Winnetou Heinz Ingo Hilgers auch Harry Walther wieder mit dabei – diesmal allerdings in der Rolle des Santer.
Walther wirkte als Kara Ben Nemsi in der ZDF-Serie Mit Karl May im Orient mit.
Walther ist auf dem Karl-May-Hörspiel Old Surehand, einer Hörspielfassung des Segeberger Stücks von 1965, als Old Shatterhand zu hören.

### Regisseur
1965 und 1966 inszenierte Walther auf der Freilichtbühne Dinslaken Wulf Leisners „Unter Geiern“, jeweils vor der Bad Segeberger Saison.
Am 15. Juli 2018 zeigte Hans-Werner Baurycza in der „Berghalle“ in Bad Segeberg eine Kostbarkeit: den 1962 vom damaligen Old-Shatterhand-Darsteller und späteren Intendanten Harry Walther gedrehten Schwarzweiß-Film „Begegnung mit Winnetou“. Dieser Film, produziert mit dem damaligen Winnetou-Darsteller Manfred Böhm und Karl-May-Statisten des Jahres 1962, wurde nie fertiggestellt. Er galt jahrzehntelang als verschollen und konnte erst vor wenigen Jahren aus dem Nachlass von Harry Walther erworben werden. Sorgfältig von Klaus Lienau restauriert, gibt er einen Einblick in die Atmosphäre der Karl-May-Spiele vor 56 Jahren.

### Intendant und Bühnenautor
1975–80 kehrte Walther als Intendant an den Kalkberg zurück. Er übernahm ebenfalls die Regie, brachte 1975 noch einmal Wulf Leisners „Old Surehand“ und schrieb danach eigene Textbücher:
- 1976: Winnetou I[7] und II[8]
- 1977: Der schwarze Mustang[9]
- 1978: Durchs wilde Kurdistan[10]
- 1979: Old Firehand[11]
- 1980: Im Tal des Todes[12]

Walther war in Bad Segeberg durchaus experimentierfreudig: Er begann, die Spiele actionreicher zu gestalten, engagierte, was damals unüblich war, TV-Stars wie den "Seewolf" Raimund Harmstorf, Claus Wilcke oder Chris Howland (der 1963 im Film "Winnetou 1" mitgespielt hatte) für Hauptrollen und brachte in den Spielzeiten 1976 und 1977 sogar jeweils zwei Stücke auf die Bühne, z. B. 1976 am Nachmittag "Winnetou I" und am Abend "Winnetou II". Gegen Ende der Saison 1980 führten die – trotz des hohen Engagements des Intendanten und aller Akteure  – sinkenden Zuschauerzahlen und steigenden Produktionskosten zum Zerwürfnis zwischen ihm und der neu gegründeten Kalkberg GmbH. Sein Nachfolger als Regisseur und Intendant wurde Klaus-Hagen Latwesen. 
Im Jahr 1981 wurde Walther Intendant des E.T.A.-Hoffmann-Theaters in Bamberg.

### Tod
Harry Walther lebte im oberfränkischen Bamberg und starb 1988 nach schwerer Krankheit im Alter von 60 Jahren.

## Hörspiele (Auswahl)
- 1983: Stefan Richwien, Franz-Maria Sonner: Suchen Sie Paul Koslowski! - Regie: Klaus Wirbitzky